# Härmakosu
Härmakosu is een plaats in de Estlandse gemeente Anija, provincie Harjumaa. De plaats heeft de status van dorp (Estisch: küla).

## Bevolking
Het dorp had 58 inwoners op 31 december 2011 en 46 inwoners op 31 december 2021.